# جون مادسن (لاعب كرة قدم)
جون مادسن (بالدنماركية: John Madsen)‏ هو لاعب كرة قدم دنماركي في مركزي قلب الدفاع والدفاع، ولد في 14 مايو 1937 في إيسبيرغ في الدنمارك. شارك مع منتخب الدنمارك تحت 21 سنة لكرة القدم ومنتخب الدنمارك لكرة القدم. أما مع النوادي، فقد لعب مع تورونتو سيتي ونادي إيسبيرغ ونادي غرينوك مورتون ونادي هيبرنيان.

## وصلات خارجية
- جون مادسن (لاعب كرة قدم) على موقع قاعدة بيانات كرة القدم.إي يو (الإنجليزية)
- جون مادسن (لاعب كرة قدم) على موقع ناشيونال فوتبول تيمز (الإنجليزية)